# Afrancesados

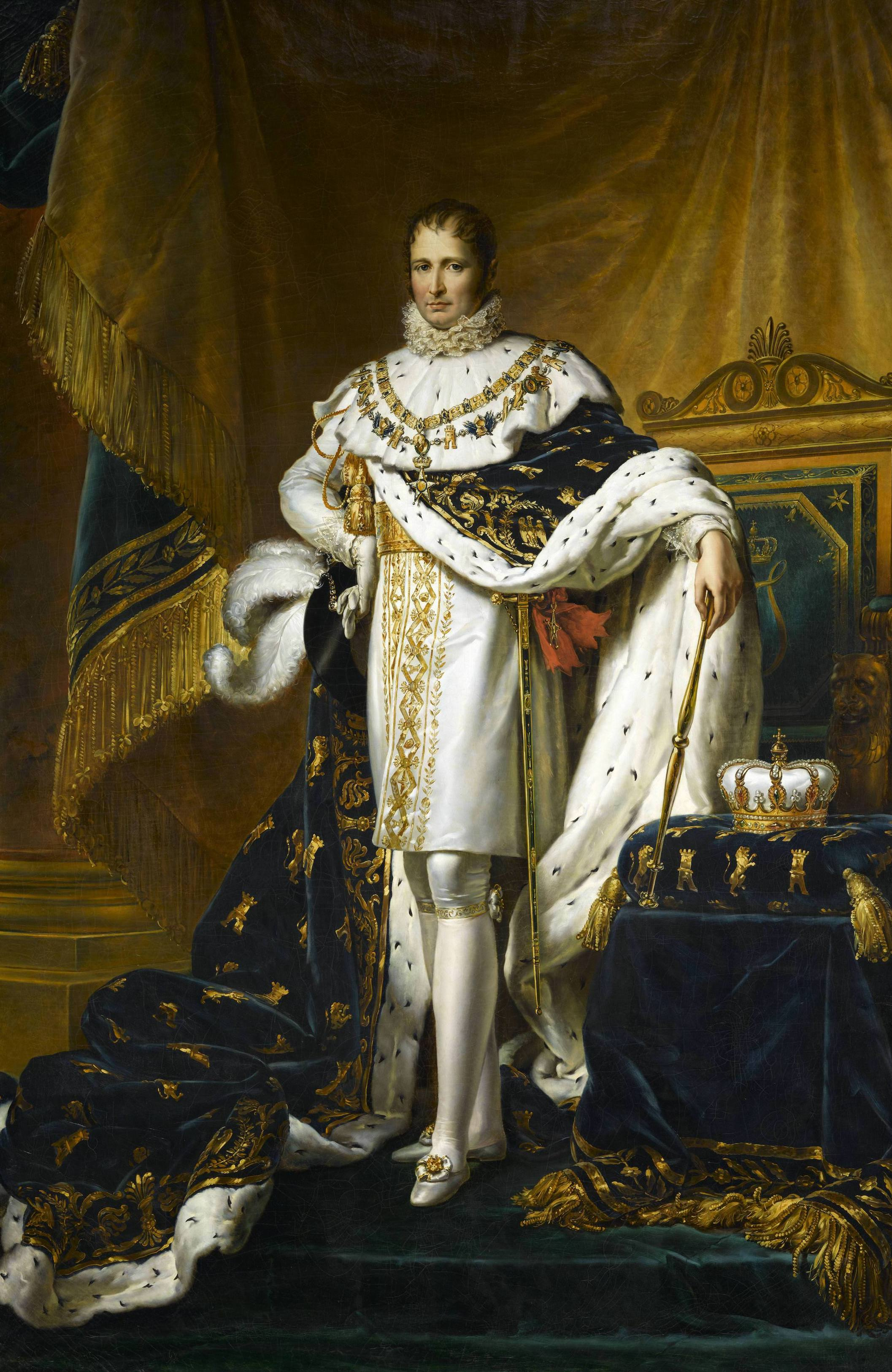
Joseph Bonaparte

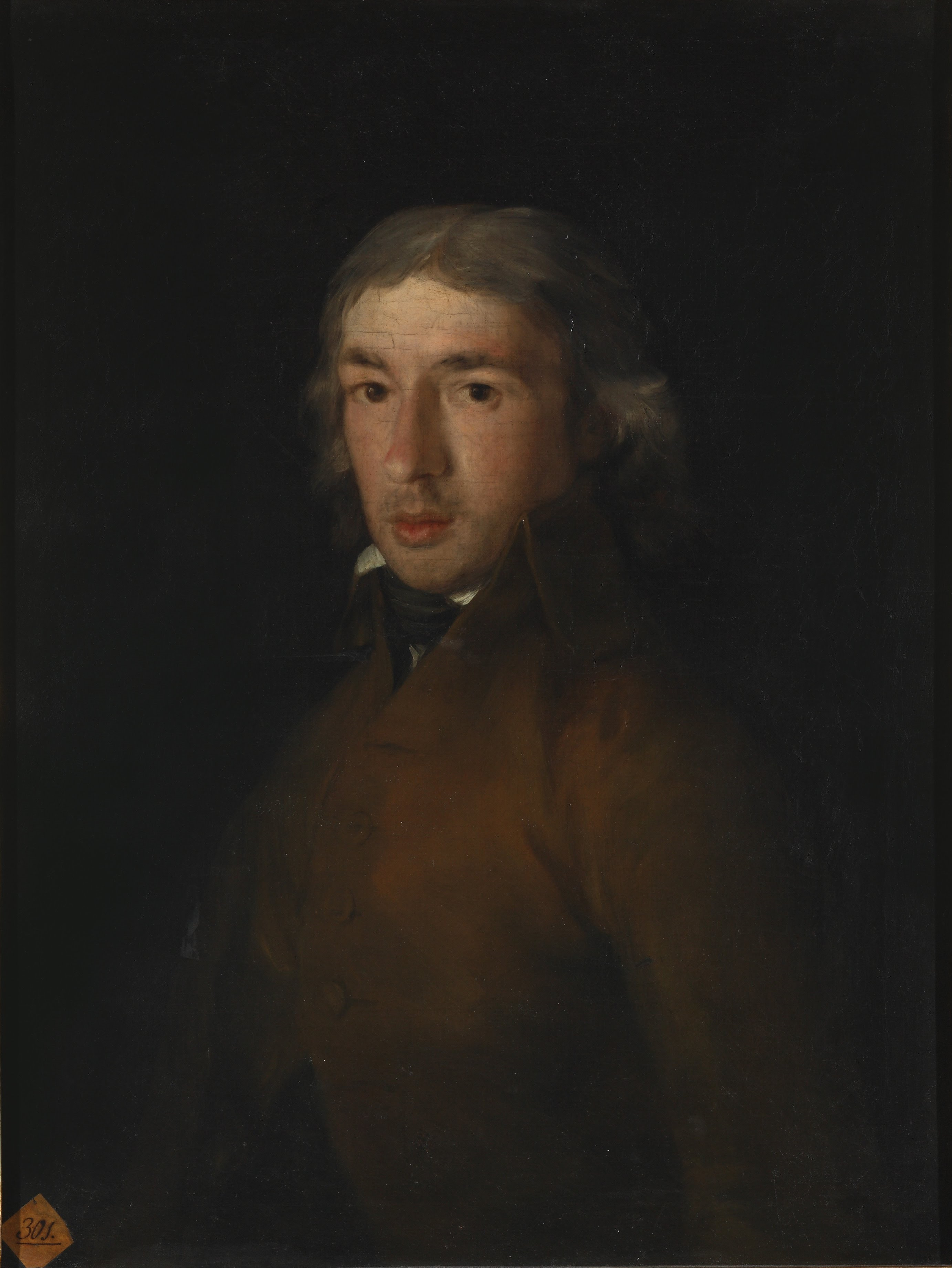
Leandro Fernández de Moratín

Afrancesados (dt. etwa „Französiserte“, „Frankophile“, „Französischgesinnte“, „Franzosenfreunde“ oder „Französlinge“), auch Josefinos (nach Joseph Bonaparte) war im napoleonischen Spanien und im besetzten Portugal die Bezeichnung für die Parteigänger der Franzosen. Die Beweggründe reichten dabei von Furcht über Gewinnsucht bis zur Hoffnung auf eine durchgreifende Reform des Staates. Viele stammten aus dem Adel und zählten bis in die 1840er Jahre zu den Moderaten oder den Liberalen.

## Afrancesados in Spanien
Als Afrancesados bezeichnete man in Spanien seit der Herrschaftszeit Karls III. abwertend die Personen und vor allem die Dichter und Wissenschaftler, die seit dem Beginn der Herrschaft der Bourbonen in Spanien (1700) zur Verbreitung von Gallizismen beitrugen oder sich in ihren Dichtungen an die französische Klassik anlehnten. Mit der Kritik an den Afrancesados und verschiedenen Vorstößen zur Sprachreinigung versuchte der spanische Klerus auch die Verbreitung des Gedankenguts der Encyclopédie von Diderot und d’Alembert und die Kritik an der Inquisition zu verhindern. Nach dem Revolutionsjahr 1789 schürten die traditionellen Eliten den antifranzösischen Hass in der spanischen Bevölkerung weiter.
So wurde „Afrancesado“ für die Masse der Bevölkerung zum Schimpfwort für eine Person, die auf die Verfassung von 1808 geschworen hatte, welche König Joseph Bonaparte (José I.) nach dem durch Napoléon Bonaparte erzwungenen Thronverzicht der Bourbonen proklamiert hatte. Neben reinem Opportunismus war es aber auch die Hoffnung der Afrancesados, dass ein Dynastiewechsel die Liberalisierung und Modernisierung Spaniens vorantreiben könnte, die sie zum Treueid gegenüber dem neuen König bewegt hatte.
Die Zahl und Macht der Partei, zu der neben den Ministern zahlreiche Beamte und Adlige sowie viele Intellektuelle und Künstler, aber auch Offiziere zählten, war Anfang 1809 am größten. Regional war ihr Einfluss vor allem in Katalonien, Navarra, Valencia, dem Baskenland und Madrid bedeutend. zu ihren wichtigsten Köpfen gehörten der Politiker Juan Sempere y Guarinos, der Publizist Francisco Javier de Burgos und der Dichter Juan Meléndez Valdés. Nach dem Sturz der Fremdherrschaft kam es zu Verfolgungen der Afrancesados; etwa 5.000 bis 10.000 wanderten nach Frankreich aus. Von Ferdinand  VII. durch Verordnung vom 30. Mai 1814 ihrer Würden, Ämter und Güter verlustig erklärt, erhielten sie erst nach Herstellung der Verfassung von Cádiz („Cortesverfassung“) die Erlaubnis zur Rückkehr (Dekret vom 8. März 1820). Durch Beschluss der Cortes vom 21. September desselben Jahres wurden ihnen auch ihre Güter rückübertragen.
In der Gegenbewegung gegen die Afrancesados liegen wichtige Wurzeln des spanischen Nationalismus.

## Afrancesados im französischen Exil
In Frankreich entwickelten die spanischen Afrancesados eine spezifische Exilkultur. Ein bedeutender Parteigänger der Franzosen im Exil war der Dichter und Dramatiker Leandro Fernández de Moratín. Auch der ehemalige Vizekönig von Neuspanien (1800–1803), der Bankier Miguel José de Azanza (der Joseph Bonapartes Finanzminister wurde), Godoys ehemaliger Außenminister und Regierungschef unter Joseph Bonaparte, Mariano Luis de Urquijo, ferner Francisco Javier de Burgos und der Komponist Fernando Sor waren spanische Afrancesados im französischen Exil. Francisco Goya ging 1824 nach Frankreich; auch er wird zu den Afrancesados gezählt.
Nachdem sie von französischer Ultraroyalisten angefeindet wurden, engagierten sich viele Afrancesados in den innenpolitischen Auseinandersetzungen Frankreichs. Juan Antonio Llorente wurde während des Trienio Liberal aus Frankreich ausgewiesen.

## Afrancesados in Portugal
In Portugal wurde der Begriff Afrancesados bereits Ende des 18. Jahrhunderts für jene Elite verwendet, die ihre Bildung in Frankreich erhalten hatten und dabei Gedanken der Aufklärung übernommen hatten. Auch in Portugal wurden die Franzosen 1807 daher zunächst von Franzosenfreunden, deren Anhänger vor allem der liberalen Bourgeoisie Portos entstammten, begrüßt. Diese portugiesischen Afrancesados waren jedoch überwiegend revolutionär-republikanisch wie Jakobiner gesinnt, die kaiserlich-französischen bzw. königlich-spanischen Besatzer misstrauten ihnen daher und förderte ihre Reformpläne nicht. Die französische Besatzungspolitik diskreditierte die Afrancesados daher rasch. Dennoch führte die französische Besetzung und vor allem ihre Vertreibung durch eine reaktionäre britische Besatzungsmacht zur Förderung einer profranzösischen Form des Liberalismus.

„... Als nach der Vertreibung der Franzosen die Beresford-Administration das Land beherrschte, wurde die "englische Fraktion" an den Rand gedrängt, da die Briten nunmehr als die neuen Besatzer betrachtet wurden; die Jakobiner konnten sich durchsetzen...“